# DualShock

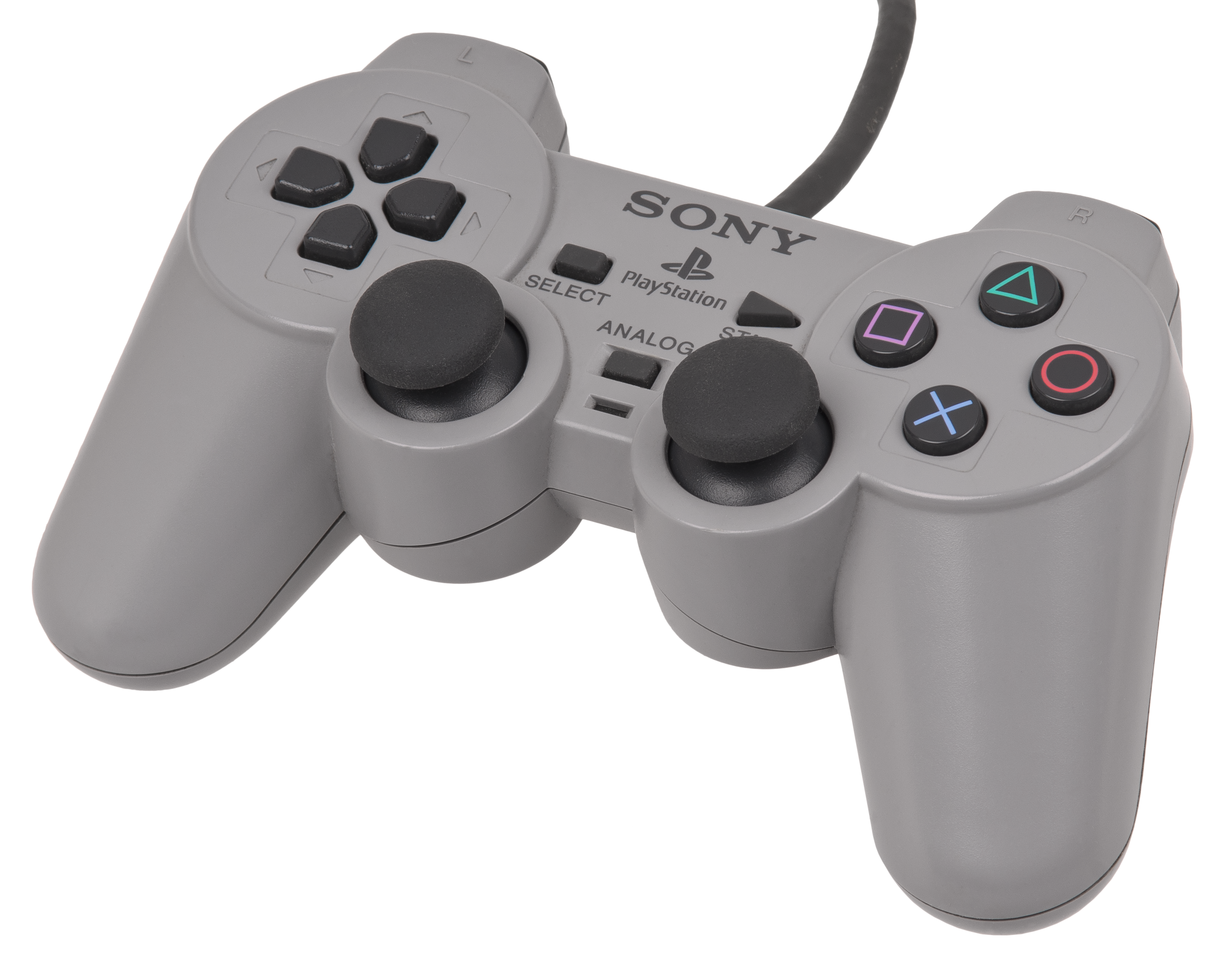
DualShock-Controller der PlayStation

DualShock (Eigenschreibweise: DUALSHOCK oder DUAL SHOCK) ist der Name der im Lieferumfang befindlichen Gamepads der PlayStation und die Vorbezeichnung der im Lieferumfang befindlichen Gamepads der PlayStation 2, nach Einstellung der Produktion des SIXAXIS-Controller auch der der PlayStation 3 und PlayStation 4. Die DualShock-Controller sind Produkte der PlayStation-Marke, werden von Sony Interactive Entertainment vertrieben und verfügen über zwei Vibrationsmotoren, welche die visuellen Eindrücke beim Spielen von Videospielen ergänzen sollen. Dieses Feature wurde von einigen Spielern zunächst skeptisch aufgenommen, überzeugte die Mehrheit aber letztlich durch das neuartige Spielgefühl.

## Button-Layout
Die DualShock-Controller bietet vier Haupttasten (Kreuz (umgangssprachlich, aber richtig auch X oder Plus genannt), Kreis, Quadrat (oder Viereck) und Dreieck), die in einer kreisförmigen Form auf der rechten Seite des Gamepads angebracht sind. Laut Teiyu Goto, dem Designer des ersten PlayStation-Controllers, steht das Kreuz für nein, der Kreis für ja, das Quadrat für das Menü und das Dreieck für die Richtung, in die der Spieler schaut. Diese Tasten sind in den meisten Spielen mit den Hauptaktionen belegt. Nebenaktionen können meist mit den vier Schultertasten (L1, L2, R1, R2) ausgeführt werden. Zur Richtungssteuerung bietet der DualShock ein 4-Wege-Steuerungskreuz. Diagonale Bewegungen sind durch das gleichzeitige Drücken zweier Tasten möglich. Nachdem Nintendo nach langer Geheimhaltung den N64-Controller präsentierte und damit den Joystick einführte, reagierte Sony auf diese Idee und tat es Nintendo gleich; Sony verbaute allerdings gleich zwei Analogsticks, die mit den Daumen gesteuert werden. Durch das Drücken der beiden Analogsticks werden noch die Tasten L3 und R3 erreicht.

## Technik
Im DualShock kommen zwei Vibrationsmotoren zum Einsatz, daher auch der Name DualShock. Einen kleinen etwas lauteren Motor, vergleichbar mit den in einem Pager oder Mobiltelefon eingesetzten und einen zweiten etwas stärkeren, vergleichbar mit dem in einem Rumble Pak von Nintendo. Diese Motoren bringen kleine Metallgewichte zum Rotieren, und die Unwucht dieser Gewichte bringt den Controller zum Vibrieren. Die Vorteile des DualShocks gegenüber dem Rumble Pak liegen in der Energieversorgung, die im Dualshock durch die PlayStation selbst, im Rumble Pak nur durch Batterien gesichert ist.

## Vorläufermodelle

### PlayStation-Controller

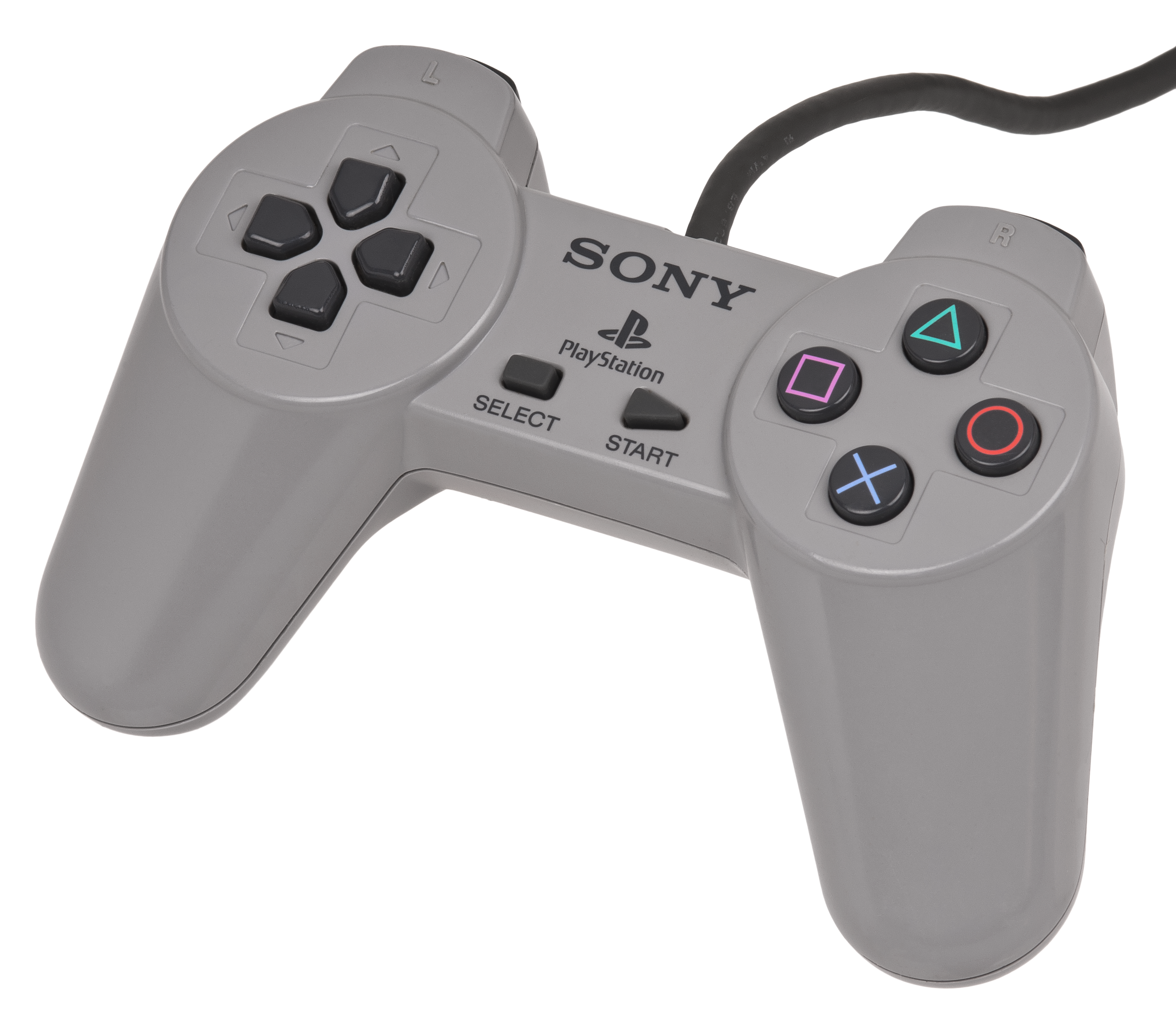
PlayStation-Controller

Der PlayStation-Controller (Modellnummer: SCPH-1010) war ein Gamepad und der erste Controller der PSX, veröffentlicht zusammen mit deren Veröffentlichung am 3. Dezember 1994 in Japan. Besonders charakteristisch für das Gamepad ist das Fehlen der beiden Analogsticks, die erst mit dem Dual-Analog-Controller 1997 eingeführt wurden.

### Dual-Analog-Controller
Der Dual-Analog-Controller (europäische Modellnummer: SCPH-1180e) ersetzte das PlayStation-Gamepad mit seiner Veröffentlichung in Japan am 25. April 1997. Mit diesem Controller wurden die zwei Analogsticks eingeführt. Weil diese simultan zu bedienen waren und manche Konsumenten vor eine Herausforderung stellte, fügte Sony eine „Analog“-Taste samt LED-Anzeige mittig zwischen ihnen ein, mit denen die Analogsticks deaktiviert werden konnten und deren Funktion wieder dem Steuerkreuz zufiel, soweit das Spiel dies zuließ. Diese Option blieb bis zum DualShock 2 erhalten. Der Dual-Analog-Controller sah seinem Nachfolger DualShock optisch schon sehr ähnlich, nur feine Unterschiede, wie herausstehende Kanten am oberen Rand der L2-, R2-Buttons, um sie von L1, R1 unterscheiden zu können, existierten.

## DualShock

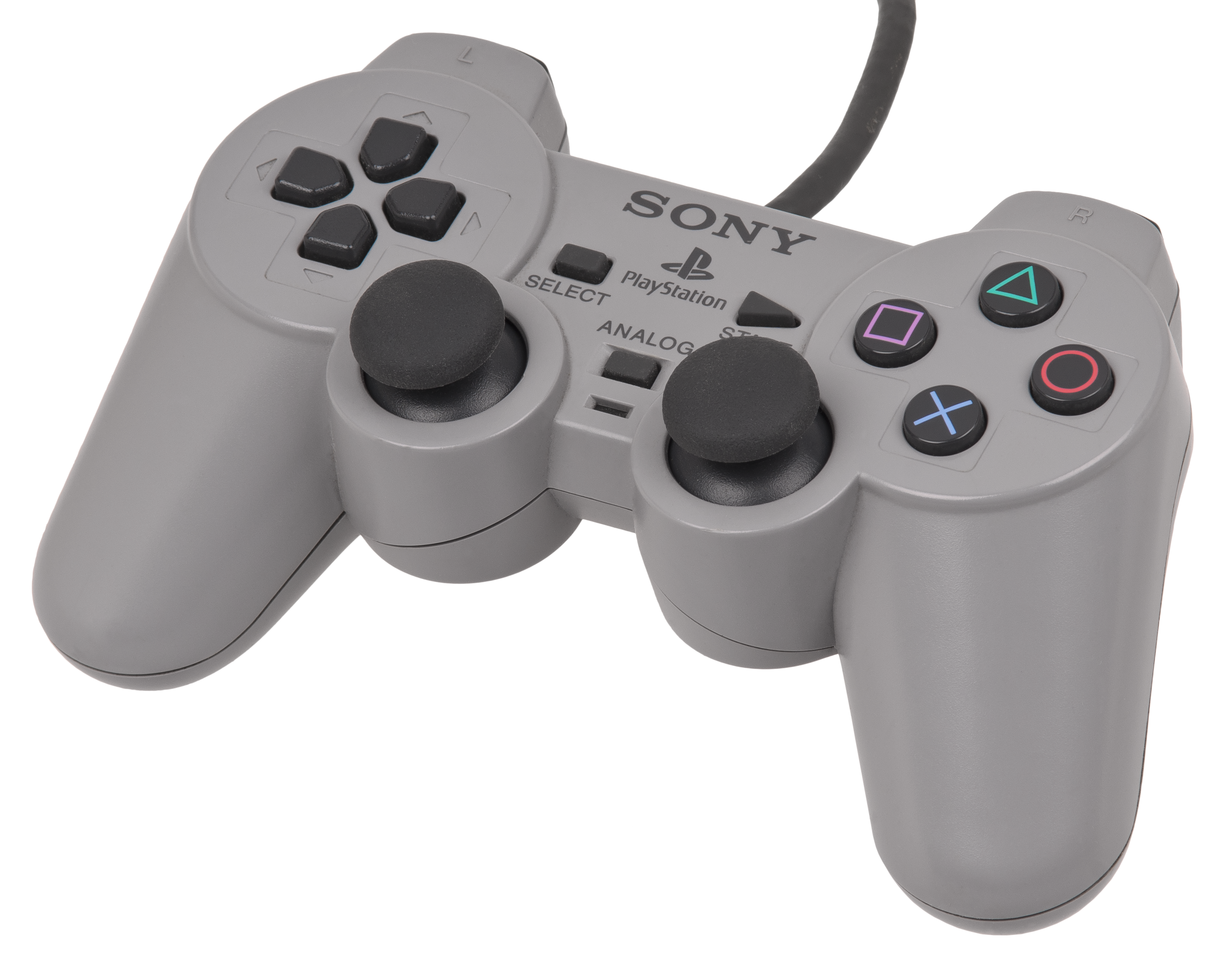
DualShock-Controller

Der DualShock ist der erste Controller der DualShock-Controller-Serie und wurde in Japan am 20. November 1997 mit dem Spiel Gran Turismo (in USA und Europa im Mai 1998) als optionales Zubehör eingeführt und wenig später als Standard für die PlayStation übernommen. Er verfügt jedoch nun über größere Schultertasten. Er ersetzte den Dual-Analog-Controller, der von außen identisch aussieht, jedoch über nur einen Vibrationsmotor verfügt. Der DualShock-Controller der PlayStation ist der letzte, dessen Gehäuse standardmäßig grau ist, was daran liegt, dass die PlayStation die einzige Konsole der PlayStation-Familie ist, die grau ist.

## DualShock 2

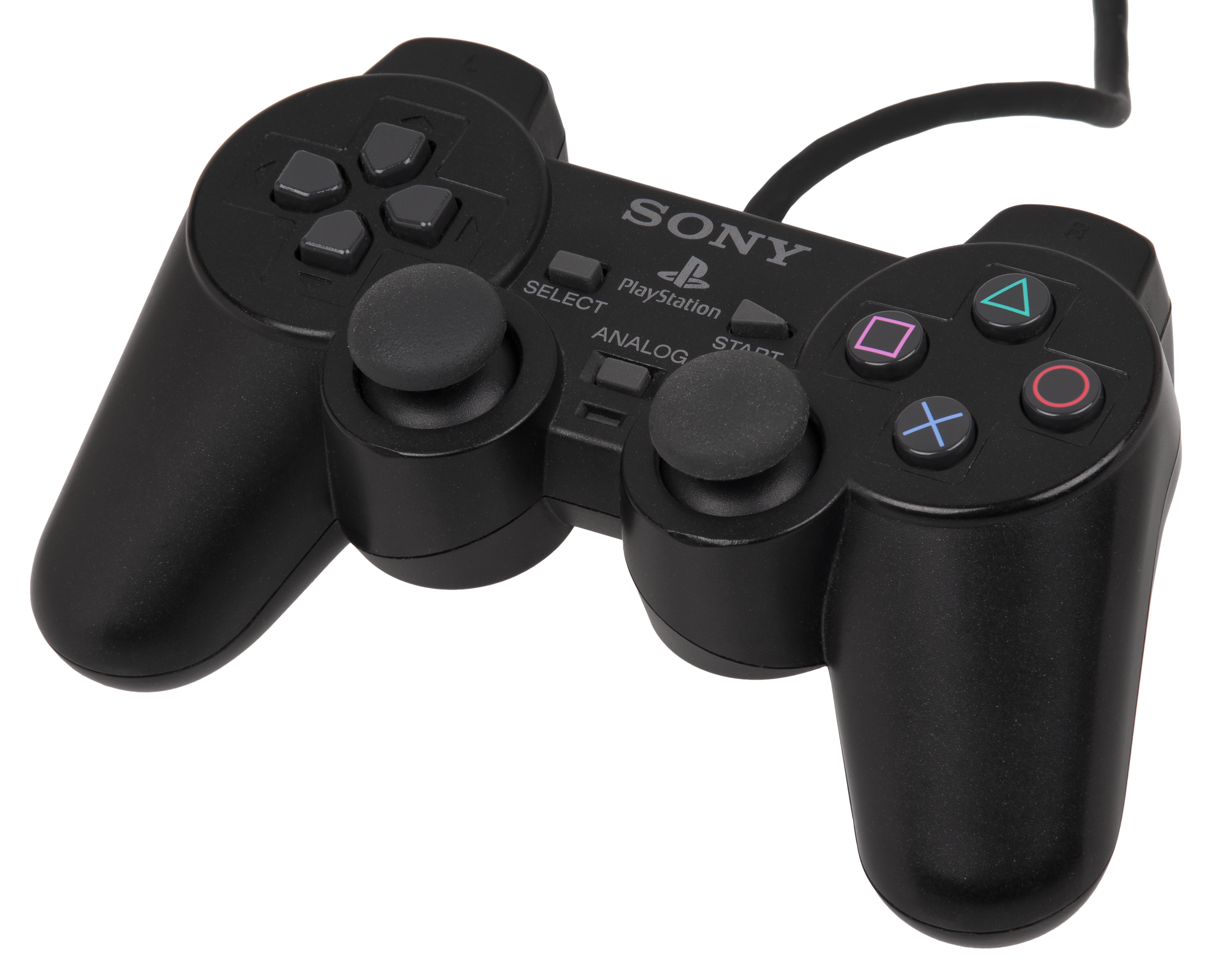
DualShock-2-Controller

Im Zuge der Veröffentlichung der PlayStation 2 kam auch die verbesserte, zweite Version des DualShock. Der Aufbau ist völlig gleich. Er verfügt jedoch nun zwei zusätzliche Vibrationsstufen und die Tasten sind nun druckempfindlich, dieses Feature wurde jedoch nur von wenigen Spielen unterstützt. Die Farbe des Gehäuses wurde passend zum Gehäuse der PlayStation 2 von Grau zu Schwarz geändert. Der DualShock-Controller der PlayStation 2 ist der letzte mit einem Kabel an die Konsole gebundene Controller der PlayStation-Familie. Alle nachfolgenden sind via Bluetooth kabellos an die Konsole angeschlossen, können jedoch auch über ein mitgeliefertes Mini-USB-Kabel angeschlossen werden, um die Eingabeverzögerung (Latenz) zu verringern und um zu vermeiden, dass der Akku des Controller während des Spielens leer wird.

## DualShock 3

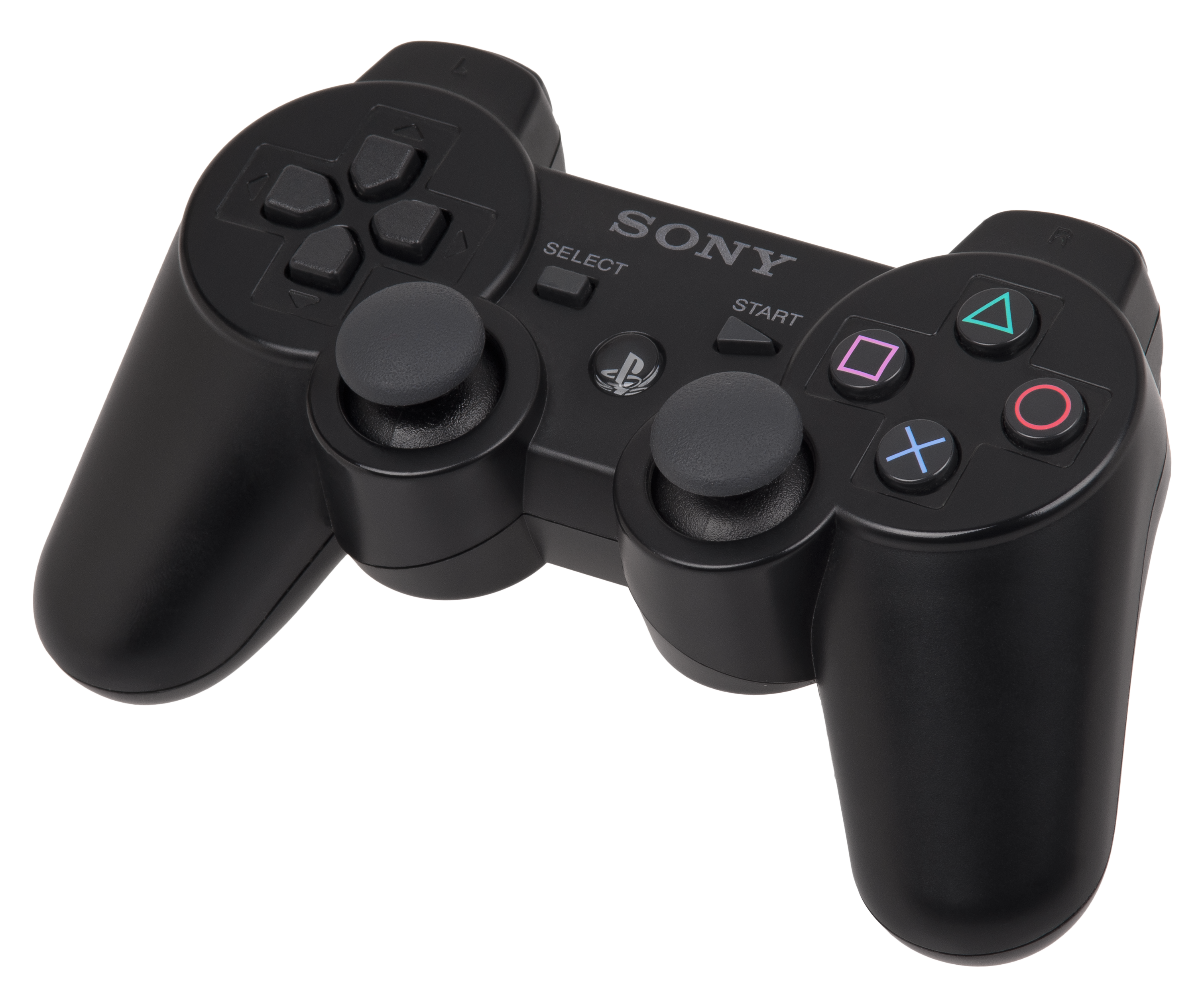
DualShock-3-Controller

Sony führte im November 2007 in Japan den Nachfolger des DualShock-2-Controllers für die PlayStation 3 ein, der im Gegensatz zum bis dahin ausschließlich erhältlichen SIXAXIS-Controller wieder über eine Vibrationsfunktion verfügt. Seit Juli 2008 ist der DualShock 3 auch in Europa erhältlich. Da jedoch auch die Sixaxis-Funktionen enthalten sind, steht auf dem Controller sowohl der DualShock-3- als auch der Sixaxis-Schriftzug. Der Vibrations-Effekt entspricht in der Stärke dem des DualShock 2, da die gleichen Motoren verwendet werden. Wie beim Sixaxis ist der DualShock-3-Controller jetzt standardmäßig drahtlos via Bluetooth an die Konsole angeschlossen, kann allerdings zum Verbinden und Aufladen auch über ein Mini-USB-Kabel an die USB-Schnittstellen der PlayStation 3 angebunden werden. Die Akkulaufzeit verkürzt sich je nach Benutzung der Rüttelfunktion, liegt jedoch immer noch je nach Spiel bei etwa 27 bis 31 Stunden.
Einige bei der Einführung bereits auf dem Markt befindliche Spiele (z. B. einige der Ratchet & Clank: Tools of Destruction-Serie oder Burnout Paradise) hatten die Unterstützung für den DualShock 3 schon einprogrammiert, teilweise konnte sie auch im Rahmen einer Softwareaktualisierung nachgereicht werden (etwa bei MotorStorm). Voraussetzung für die Unterstützung des DualShock 3 war jedoch mindestens die Firmware-Version 1.94.

## DualShock 4

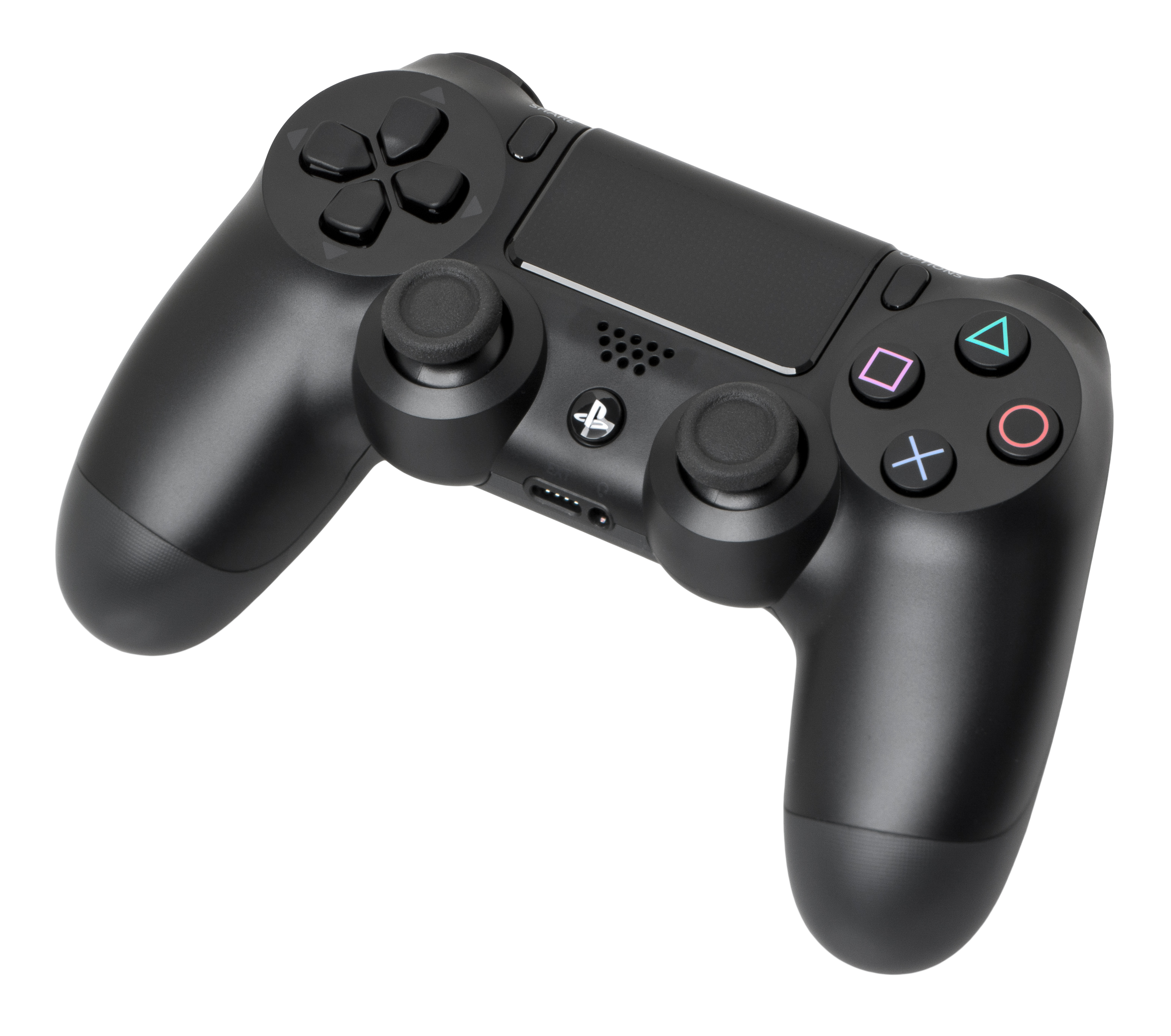
DualShock-4-Controller

Diagramm des DualShock-4-Controllers von der Rückseite. Zu erkennen: Die in verschiedenen Farben leuchtende Plastikfläche (hier Blau).

Am 20. Februar 2013 wurde der DualShock-4-Controller (Eigenschreibweise: DUALSHOCK 4 Wireless-Controller) mit den ersten Daten der PlayStation 4 in New York vorgestellt. Der Controller hebt sich sowohl optisch als auch technisch stark von seinen Vorgängern ab. Die zwei Analogsticks wurden für eine bessere Griffigkeit angeraut und nach innen gewölbt, die Rückseite ist nun strukturiert. Zudem befindet sich nun an der Hinterseite des Controllers eine leuchtende Plastikfläche, die im Spiel beispielsweise Infos signalisieren kann und in manchen Spielen zum Tracking der Lage des Controllers durch die PlayStation Camera benötigt wird. Diese lässt sich in den Einstellungen der PlayStation 4 dimmen, jedoch nicht komplett ausschalten, was von einigen Spielern negativ aufgenommen wurde. Eine weitere Neuerung ist die „Share“-Taste, die es den Spielern erlaubt, aufgezeichnete Screenshots oder aufgezeichnetes Gameplay im Internet bereitzustellen oder das aktuelle Spielgeschehen live zu streamen. Zusätzlich ist im DualShock 4 ein Touchpad integriert, ebenso wie ein Audioausgang für Kopfhörer und ein Mono-Lautsprecher für Musik und Geräusche. Die Select- und Start-Taste wurden durch eine Options- und eine Share-Taste ersetzt, anstelle letzterer fungiert das Touchpad als zweite Taste.
Der DualShock-4-Controller kann seit einem Systemsoftwareupdate der PlayStation 3 auch an dieser kabellos verwendet werden. Dabei muss allerdings auf die Funktion des Motionsensors, der Vibrationsmotoren und der PS-Taste verzichtet werden. Außerdem unterstützen nur bestimmte Titel die Verwendung des Controllers. Über ein mitgeliefertes Micro-USB-Kabel kann der Controller aufgeladen und angeschlossen auch an einem Computer genutzt werden, da allerdings eine offizielle API fehlt und die Unterstützung durch offizielle Treiber von Sony mangelhaft ist, ist der Controller am PC nur mit inoffiziellen Treibern uneingeschränkt nutzbar. Am 13. Oktober 2016 kündigte Valve auf den Steam Dev Days eine zukünftige vollständige Unterstützung des Controllers durch die Online-Vertriebsplattform Steam an. Zeitgleich mit der PlayStation 4 Slim wurde außerdem eine überarbeitete Version des DualShock-4-Controllers veröffentlicht, die neben einer geringfügig anderen Farbgebung auch über ein beleuchtetes Touchpad, eine minimal niedrigere Latenz bei Anschluss an das weiterhin mitgelieferte Micro-USB-Kabel und eine längere Akkulaufzeit verfügt. Auch wurden die Gummiüberzüge der Analog-Sticks nun robuster, bei geschätzt 10 % aller DualShock-4-Controller der ersten Ausführung ließen sich diese nämlich abnutzen, sodass beispielsweise Risse im Gummi entstanden.
Der DualShock-4-Controller ist derzeit (Stand August 2019) in über 25 verschiedenen Farben erhältlich. Im August 2019 kündigte Sony folgende vier neue Farben für den DualShock-4-Controller für September 2019 an:
- Electric Purple
- Red Camouflage
- Titanium Blue
- Rose Gold

### Alternativen
Für den DualShock 4 gibt es unter anderem zwei offiziell lizenzierte PlayStation-4-Controller im Premiumsegment. Diese werden von den Herstellern Razer und Nacon hergestellt. Sie tragen die Namen Razer Raiju und Nacon Revolution.

## Nachfolger

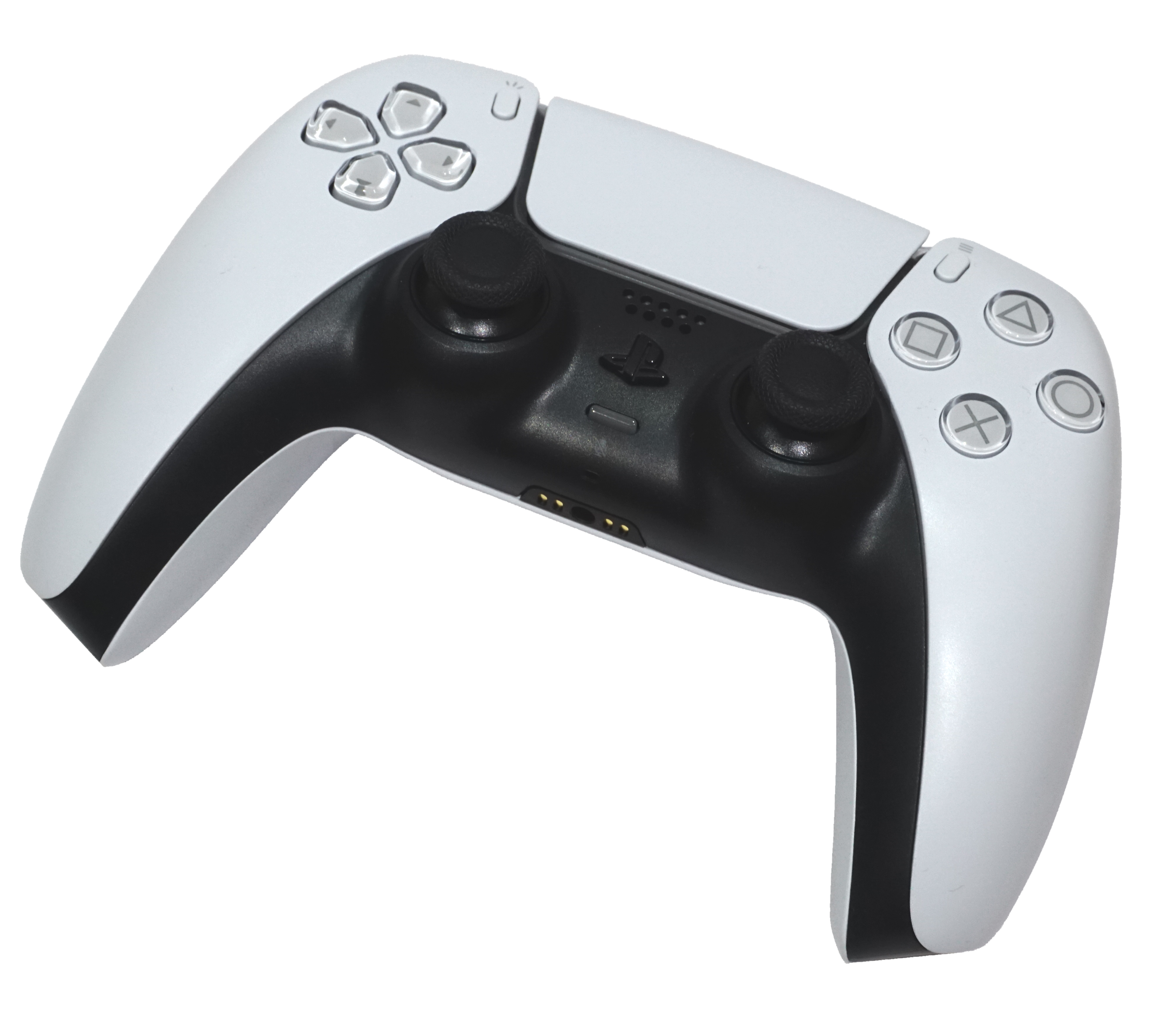
DualSense-Controller in den Standardfarben Weiß-Schwarz

Die PlayStation 5 wird erstmals mit dem neuen DualSense-Controller ausgeliefert. Der Controller soll sich vor allem durch adaptive Schultertasten und verbesserte Vibrationsmotoren auszeichnen, die für feinfühligeres haptisches Feedback sorgen sollen. Der Controller ist drahtlos über Bluetooth nutzbar und als Ladeanschluss kommt erstmals USB-C zum Einsatz. Der Share-Button des DualShocks 4 wurde durch einen Create-Button ersetzt. Durch den größeren Akku und die neuen haptischen Motoren erhöht sich das Gewicht des Controllers im Vergleich zum Vorgänger. Der Controller verfügt über ein Mikrofon und verbaute Lautsprecher und einen Klinkenanschluss für externe Headsets. Der Name und das Design wurde erstmals am 7. April 2020 von Sony bekanntgeben.

## Trivia
Wegen einer Debatte darüber, ob die Kreuz-Taste des DualShock-Button-Layout Kreuz- oder X-Taste heißt und Sony verhindern wollte, dass sich Lager bilden, rief PlayStation UK eine Abstimmung ins Leben, in der über neue Namen für die Tasten abgestimmt werden sollte. Gewonnen haben die Bezeichnungen „pizza slice“ (Pizzastück) für die Dreieck-Taste, „pizza box“ (Pizza-Karton) für die Viereck-Taste, „pizza“ (Pizza) für die Kreis-Taste und „no pizza“ (keine Pizza) für die Kreuz-Taste.